# Ç
Ç, ç eller C cedille stammer fra Spanien, men bruges også i fransk, catalansk og portugisisk samt andre mindre sprog.
Cedillen, som er den lille krog under c'et, kan anvendes på forskellige bogstaver og angiver at bogstavet skal udtales anderledes end normalt. Langt hyppigst anvendes cedillen under c.
Ç benyttes til at angive at c'et skal udtales som s på steder, hvor det ellers skulle udtales som k (foran bagtungevokal). F.eks. i ordet façade på fransk.